# 戴德縣 (密蘇里州)
戴德縣（英語：Dade County）是美國密蘇里州西南部的一個縣。面積1,311平方公里。根據美國2000年人口普查，共有人口15,154人，2005年人口7,923人。縣治格林菲爾德 (Greenfield)。
成立於1841年1月29日。縣名紀念紀念在第二次塞米諾爾戰爭中被殺的法蘭西斯·蘭霍恩·戴德 (Francis Langhorne Dade)。